# Peter Zoller

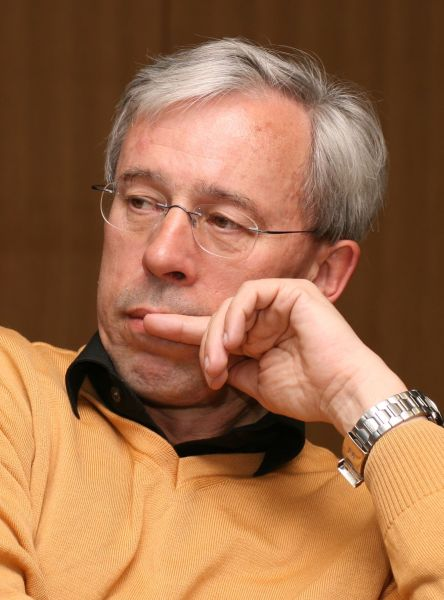
Peter Zoller (2007)

Peter A. Zoller (* 16. September 1952 in Innsbruck) ist ein theoretischer Physiker aus Österreich. Er beschäftigt sich mit Quantenoptik und Quanteninformation und ist vor allem für seine Pionierarbeit zu Quantencomputern, Quantensimulation und Quantenkommunikation bekannt.

## Leben
Peter Zoller studierte an der Universität Innsbruck Physik, wurde dort im Februar 1977 mit einer Arbeit zum Stark-Effekt promoviert und war dann als Assistent am Institut für Theoretische Physik tätig. 1978/79 forschte er als Max-Kade-Stipendiat bei Peter Lambropoulos an der University of Southern California, und 1980 verbrachte er einen Forschungsaufenthalt in der Gruppe von Dan Walls in Auckland, Neuseeland. 1981 habilitierte sich Peter Zoller mit einer Arbeit „Über die lichtstatistische Abhängigkeit resonanter Multiphoton-Prozesse“ und wurde Dozent an der Universität Innsbruck. 1981/82 und 1988/89 war er jeweils für ein Jahr Visiting Fellow am Joint Institute for Laboratory Astrophysics (JILA) der University of Colorado, Boulder. 1986 war er Gastprofessor an der Université de Paris-Sud 11, Orsay.
1991 wurde er Professor am Physics Department der University of Colorado, Boulder und JILA Fellow. Ende 1994 folgte er dem Ruf an die Universität Innsbruck, wo er bis zu 2024 tätig war. Von 1995 bis 1999 leitete er das Institut für Theoretische Physik, von 2001 bis 2004 war er stellvertretender Studiendekan der Fakultät. Von 2003 bis 2024 leitete er als Wissenschaftlicher Direktor eine Forschungsgruppe am Institut für Quantenoptik und Quanteninformation (IQOQI) der Österreichischen Akademie der Wissenschaften.
Dem JILA blieb Zoller als Adjoint Fellow eng verbunden. Zahlreiche Gastprofessuren führten ihn an wichtigen Zentren der Physik. Er war unter anderem Loeb-Lecturer an der Harvard University (2004), Yan Jici Chair-Professor an der Chinesischen Universität für Wissenschaft und Technik, Hefei, Chair-Professor an der Tsinghua-Universität, Peking (2004), Lorentz-Professor an der Universität Leiden (2005) und Distinguished Lecturer am Technion in Haifa (2007). Er war Moore Distinguished Scholar am Caltech (2008 und 2010), Arnold Sommerfeld Lecturer an der LMU München (2010), Distinguished Fellow am Max-Planck-Institut für Quantenoptik in Garching (2012) und Solvay Professor für Physik an der Universität Brüssel (2015). 2014 wurde er „Auswärtiges Wissenschaftliches Mitglied“ des MPI für Quantenoptik.
Peter Zoller ist verheiratet und Vater von drei Kindern.

## Wirken
Peter Zoller hat als Theoretischer Physiker wesentliche Beiträge in der Atomphysik sowie der der Vielteilchenphysik und Quanteninformationswissenschaft geleistet. Insbesondere seine Vorschläge zum Quantencomputing mit gefangenen Ionen, zur Quantensimulation mit ultrakalten Atomen in optischen Gittern und zum Quantenrepeater in der Quantenkommunikation haben entscheidend dazu beigetragen, theoretische Konzepte der Quanteninformation in die praktische Anwendung zu bringen. Damit hat er neue experimentelle Forschungsrichtungen eröffnet und mit angeleitet und quantenoptische Systeme als eine der führenden experimentellen Plattformen für Quantentechnologien etabliert.
1995 schlug er gemeinsam mit Ignacio Cirac einen „Quantencomputer mit kalten, gefangenen Ionen“ vor. Es war dies der erste experimentell realistische und umfassende Vorschlag für einen universellen Quantencomputer. Diese Arbeit löste eine rasante experimentelle Entwicklung aus, in der zahlreiche Pionierleistungen wie die Demonstration von Quantenalgorithmen, digitale Quantensimulationen, Quantenfehlerkorrektur und Quantenmetrologie gelangen. 1999 schlugen Cirac und Zoller einen Quantencomputer vor, der auf kalten Atomen in optischen Gittern basiert und bei dem Zwei-Qubit-Gatter durch kontrollierte Kollisionen ausgeführt werden. Ein Jahr später präsentierten sie zusammen mit Mikhail Lukin und anderen einen alternativen Weg, diese Gatter mit Hilfe von Rydberg-Atomen zu implementieren. Mit der immer besseren experimentellen Kontrolle neutraler Atome in Laserpinzetten gewinnt dieser Ansatz zunehmend an Bedeutung.
1998 schlugen Cirac und Zoller die Verwendung ultrakalter Atome in optischen Gittern als analogen Quantensimulator für Hubbard-Modelle zur Untersuchung von Fragen der Festkörperphysik vor. Mit diesem Ansatz können stark wechselwirkende Vielteilchensysteme sowohl in Gleichgewichts- als auch in Nicht-Gleichgewichtszuständen erforscht und damit Schlüsselfragen in Theorie und Design von korrelierten Quantenmaterialien und in für klassische Berechnungen schwierigen Regimen untersucht werden. Die experimentelle Entwicklung dieser Plattform führte zu einer Reihe wichtiger Fortschritte, darunter die erste Beobachtung des Übergangs zwischen Suprafluidität und einem Mott-Isolator, die Herstellung und Untersuchung topologischer Quantenphasen der Materie mit synthetischen Eichfeldern oder die Erforschung des 2D-fermionischen Hubbard-Modells.
Ebenfalls 1998 präsentierte ein Team um Zoller das Konzept der Quantenrepeater, das die mit Rauschen und dem Verlust von Photonen in Lichtleitern verbundenen Probleme überwindet und Quantenkommunikation über große Entfernungen möglich macht. Zuvor hatten sie die Möglichkeit entdeckt, Atome durch den Austausch von Photonen aus der Ferne zu verschränken. Im Jahr 2001 schlugen sie einen speziellen atomaren Aufbau vor, um solche Quantenverstärker zu bauen. Diese sind zu einem entscheidenden Baustein für die Entwicklung und den Einsatz der Quantenkommunikation geworden.
Peter Zollers Ideen und Konzepte finden breite Aufmerksamkeit in der wissenschaftlichen Gemeinde, seine Forschungsarbeiten werden häufig zitiert. Bedeutsam ist der Physiker auch durch seine Lehrtätigkeit an der Universität Innsbruck und im Rahmen zahlreicher Gastprofessuren. Seine ehemalige Innsbrucker Studentin Barbara Kraus, selbst mehrfach ausgezeichnete Quantenphysikerin und seit 2023 Professorin für Quantenalgorithmen und -anwendungen an der School of Natural Sciences der Technischen Universität München, äußerte:

„Ich hatte das große Glück, von hervorragenden, international hoch angesehenen Physikern in das Gebiet der Quantenphysik eingeführt zu werden, unter anderen von Prof. Peter Zoller und Prof. J. Ignacio Cirac. Das Thema und ihre Begeisterung ließ mich oft mit offenem Mund in den Vorlesungen sitzen. Eine Begeisterung, die direkt auf mich übertragen wurde und deren Feuer heute noch in mir brennt. Ich wünsche der nächsten Generation, dass sie diese Begeisterung für Wissenschaft nicht nur erfährt, sondern auch weitergibt. Ich denke, dass der ‚Wissenschaftler als Beruf‘ seine Berechtigung hat, er kann aber den Wissenschaftler aus Leidenschaft nie ersetzen.“

Gemeinsam mit Rainer Blatt und Thomas Monz hat er 2018 das Quantencomputer-Unternehmen Alpine Quantum Technologies (AQT) mit Sitz in Innsbruck gegründet.

## Auszeichnungen
Für seine Leistungen auf dem Gebiet der Quantenoptik und Quanteninformation und im Besonderen für seine Pionierarbeit bei Quantencomputern und Quantenkommunikation wurde Peter Zoller mit einer Reihe von Preisen ausgezeichnet:
- Preis für wissenschaftliche Forschung der Stadt Innsbruck (1981)
- Ludwig-Boltzmann-Preis (1983)
- Wittgenstein-Preis (1998)
- Max Born-Award der Optical Society of America (1998)
- Erwin Schrödinger-Preis (1998) der Österreichischen Akademie der Wissenschaften
- Humboldt-Forschungspreis (2000)
- Kardinal-Innitzer-Preis (2000)
- Tiroler Landespreis für Wissenschaft (2002)[18]
- Max-Planck-Medaille der Deutschen Physikalischen Gesellschaft (2005)
- Niels Bohr-Goldmedaille der UNESCO (2005)
- International Quantum Communication Award (2006)
- Dirac-Medaille (ICTP) (2006)
- BBVA Foundation Frontiers of Knowledge Award (2008), gemeinsam mit Ignacio Cirac[19]
- Wissenschaftspreis der Stiftung Südtiroler Sparkasse (2009)[20]
- Benjamin-Franklin-Medaille für Physik (2010)
- Hamburger Preis für Theoretische Physik (2011)
- Blaise-Pascal-Medaille in Physik (2011)
- ERC Synergy Grant (2012), gemeinsam mit Immanuel Bloch, Jean Dalibard und Ehud Altman[21]
- David Ben Gurion Medaille (2013)
- Wolf-Preis für Physik (2013), gemeinsam mit Ignacio Cirac[22]
- Herbert-Walther-Preis (2016)[23]
- Willis-E.-Lamb-Preis (2018)
- Norman-F.-Ramsey-Preis (2018)[24]
- Preis der Micius Quantum Foundation (Micius-Preis, 2019)[25]
- John Stewart Bell Prize (2019)
- Tiroler des Jahres (2019)[26]
- Österreichisches Ehrenkreuz für Wissenschaft und Kunst, 1. Klasse (2022)[27]
- Ehrenzeichen des Landes Tirol (2023)[28]

Ehrendoktorate:
- Universität Amsterdam (2012)
- University of Colorado Boulder (2019)
- Universidad de Concepción (2024)

Mitgliedschaft in wissenschaftlichen Akademien:
- Fellow der American Physical Society (1992)
- Österreichische Akademie der Wissenschaften (Wirkliches Mitglied seit 2001)
- Königlich-Niederländische Akademie der Künste und Wissenschaften (2008)
- National Academy of Sciences, USA (2008)
- Spanische Akademie der Wissenschaften (2009)
- Deutsche Akademie der Naturforscher Leopoldina (2010)[29]
- European Academy of Sciences (2012)
- Academia Europaea (2013)[30]
- Accademia Nazionale dei Lincei (2023)[31]
- Bayerische Akademie der Wissenschaften (2024)